# Spital (Merseyside)
Spital – wieś w Anglii, w hrabstwie ceremonialnym Merseyside, w dystrykcie metropolitalnym Wirral. Leży 6 km na południe od centrum Liverpool i 283 km na północny zachód od Londynu. W 2001 miejscowość liczyła 4190 mieszkańców.